# Zlaté maliny za rok 2009
30. výroční Zlatá malina byla vyhlášena 6. března 2010 v Hollywoodu k uctění nejhorších filmů roku 2009. Nominace byly oznámeny 1. února 2010. Podle tradice ohlášení nominací i vyhlášení o den předcházelo Oscarům.
Doplňkovou cenou v tomto ročníku bylo ocenění pro nejhorší film, herce a herečku dekády.
Sandra Bullock se objevila na předávacím večeru, aby osobně převzala cenu pro nejhorší herečku za film Slečna zamilovaná a dokonce přítomným divákům věnovala DVD tohoto filmu. Bullocková vyhrála o den později Oscara ze svou roli v Zrození šampióna a stala se tak prvním hercem či herečkou, který vyhrál Malinu i Oscara ve stejném roce, a třetí osobou vůbec, která byla takto oceněna – po skladateli Alanu Menkenovi a scenáristovi Brianu Helgelandovi.
Další osobou, která Malinu přijala, byl scenárista J.D. Shapiro, který byl spoluautorem scénáře k filmu Bojiště Země, který byl zvolen nejhorším filmem uplynulé dekády.
Nejvíce nominací, sedm, obdržel film Transformers: Pomsta poražených, který nakonec získal tři sošky.

## Nominace
| Kategorie | Nominace (vítěz tučně) |
| --- | ---------------------- |
| Nejhorší film |                        |
| Transformers: Pomsta poražených (DreamWorks/Paramount)                                                                                     |                        |
| Slečna zamilovaná (20th Century Fox) |                        |
| G. I. Joe (Paramount/Hasbro) |                        |
| Země ztracených (Universal) |                        |
| Starý páky (Disney) |                        |
| Nejhorší herec |                        |
| Jonas Brothers ve filmu Jonas Brothers: 3D Koncert                                                                                         |                        |
| Will Ferrell ve filmu Země ztracených |                        |
| Steve Martin ve filmu Růžový panter 2 |                        |
| Eddie Murphy ve filmu Tak si představ |                        |
| John Travolta ve filmu Starý páky |                        |
| Nejhorší herečka |                        |
| Sandra Bullock ve filmu Slečna zamilovaná                                                                                                  |                        |
| Beyoncé ve filmu Posedlá |                        |
| Miley Cyrus ve filmu Hannah Montana |                        |
| Megan Fox ve filmech Jennifer's Body - Bacha, kouše! a Transformers: Pomsta poražených                                                     |                        |
| Sarah Jessica Parker ve filmu Morganovi |                        |
| Nejhorší herec ve vedlejší roli |                        |
| Billy Ray Cyrus ve filmu Hannah Montana |                        |
| Hugh Hefner ve filmu Miss Březen |                        |
| Robert Pattinson ve filmu Twilight sága: Nový měsíc                                                                                        |                        |
| Jorma Taccone ve filmu Země ztracených |                        |
| Marlon Wayans ve filmu G. I. Joe |                        |
| Nejhorší herečka ve vedlejší roli |                        |
| Sienna Miller ve filmu G. I. Joe |                        |
| Caice Bergen ve filmu Válka nevěst |                        |
| Ali Larter ve filmu Posedlá |                        |
| Kelly Prestonová ve filmu Starý páky |                        |
| Julie White ve filmu Transformers: Pomsta poražených                                                                                       |                        |
| Nejhorší pár na plátně |                        |
| Sandra Bullock a Bradley Cooper ve filmu All About Steve                                                                                   |                        |
| Kteříkoli dva (nebo víc) z Jonas Brothers ve filmu Jonas Brothers: 3D Koncert                                                              |                        |
| Will Ferrell a jakýkoliv další herec nebo stvoření či vtip ve filmu Země ztracených                                                        |                        |
| Shia LaBeouf a buď Megan Fox, nebo některý z Transformerů ve filmu Transformers: Pomsta poražených                                         |                        |
| Kristen Stewart a buď Taylor Lautner, nebo Robert Pattinson ve filmu Twilight sága: Nový měsíc                                             |                        |
| Nejhorší prequel, remake, rip-off nebo pokračování                                                                                         |                        |
| Země ztracených, adaptace seriálu ze sedmdesátých let                                                                                      |                        |
| G. I. Joe, na motivy hraček |                        |
| Růžový panter 2 , dvanáctý „panterový“ film, pokračování filmu z roku 2006                                                                 |                        |
| Transformers: Pomsta poražených, pokračování filmuTransformers                                                                             |                        |
| Twilight sága: Nový měsíc , zpracování knihy Nový měsíc, pokračování filmu Twilight sága: Stmívání                                         |                        |
| Nejhorší režie |                        |
| Michael Bay za film Transformers: Pomsta poražených                                                                                        |                        |
| Walt Becker za film Starý páky |                        |
| Brad Silberling za film Země ztracených |                        |
| Stephen Sommers za film G. I. Joe |                        |
| Phil Traill za film Slečna zamilovaná |                        |
| Nejhorší scénář |                        |
| Transformers: Pomsta poražených, napsali Ehren Kruger, Roberto Orci a Alex Kurtzman                                                        |                        |
| Slečna zamilovaná, napsala Kim Barker |                        |
| G. I. Joe, scénář Stuart Beattie, David Elliot a Paul Lovett, námět Michael B. Gordon, Beattie a Stephen Sommers, podle komiksu Larry Hama |                        |
| Země ztracených, napsali Chris Henchy a Dennis McNicholas podle televizní série vytvořené Sid a Marty Krofft                               |                        |
| Twilight sága: Nový měsíc, scénář Melissa Rosenberg, podle novely Stephenie Meyer                                                          |                        |

### Nejhorší film dekády
| Kategorie | Nominace |
| --- | -------- |
| Nejhorší herec |          |
| Eddie Murphy ve filmech Pluto Nash, Jsem agent, Tak si představ, Seznamte se s Davem, Norbit a Showtime                                                                                    |          |
| Ben Affleck ve filmech Daredevil, Láska s rizikem, Táta na plný úvazek, Výplata, Pearl Harbor a Přežít Vánoce                                                                              |          |
| Mike Myers ve filmech Kocour a Guru lásky |          |
| Rob Schneider ve filmech Zvíře, (J)elita ze střídačky, Deuce Bigalow: Evropský gigolo, Král videoher, Žába k zulíbání, Když si Chuck bral Larryho, Pidihajzlík a Malý Nicky – Satan Junior |          |
| John Travolta ve filmech Bojiště Země, Malý svědek, Šťastná čísla, Starý páky a Swordfish: Operace Hacker                                                                                  |          |
| Nejhorší herečka |          |
| Paris Hilton ve filmech Kráska a Ošklivka, Dům voskových figurín a Repo: Genetická opera!                                                                                                  |          |
| Mariah Carey ve filmu Stát se hvězdou |          |
| Lindsay Lohan ve filmech Můj auťák Brouk, Vím kdo mě zabil a Jen trošku štěstí |          |
| Jennifer Lopez ve filmech Policajtka, Dost, Láska s rizikem, Táta na plný úvazek, Krásná pokojská, Příšerná tchyně a Svatby podle Mary                                                     |          |
| Madonna ve filmech Dnes neumírej, Příští správná věc a Trosečníci |          |
| Nejhorší film |          |
| Bojiště Země (Warner Bros.) ("vítěz" 7 sošek z roku 2000) |          |
| Freddyho úlet ( 20th Century Fox) ("vítěz" 5 sošek z roku 2001) |          |
| Láska s rizikem (Columbia) ("vítěz" 6 sošek z roku 2003) |          |
| Vím kdo mě zabil (TriStar) ("vítěz" 8 sošek z roku 2007) |          |
| Trosečníci (Screen Gems) ("vítěz" 5 sošek z roku 2002) |          |

## Filmy s více nominacemi
Těchto deset filmů obdrželo několik nominací:
- Sedm: Země ztracených a Transformers: Pomsta poražených
- Šest: G. I. Joe
- Pět: Slečna zamilovaná
- Čtyři: Starý páky a Twilight sága: Nový měsíc
- Dva: Hannah Montana, Jonas Brothers: 3D Koncert, Posedlá a Růžový panter 2

## Filmy nejvíce oceněné
- Tři: Transformers: Pomsta poražených
- Dva: Slečna zamilovaná